# When Little Lindy Sang
When Little Lindy Sang è un cortometraggio muto del 1916 diretto da Lule Warrenton.
Negli anni della segregazione ben poche opportunità si offrivano agli attori afroamericani, costretti a ruoli stereotipati ed umilianti. Specialmente per le bambine il modello esclusivo era quello di "Topsy", la piccola schiava de La capanna dello zio Tom (1853), personaggio che al di là delle buone intenzioni dell'autore abolizionista Harriet Beecher Stowe si era trasformato in una pietosa caricatura.
In questo contesto il cortometraggio When Little Lindy Sang (1916) appare come un'inattesa quanto straordinaria eccezione. Il merito va alla sensibilità di due donne: Lule Warrenton, una delle primissime donne regista del cinema di Hollywood, e Olga Printzlau, autrice della sceneggiatura. Il film riprende uno dei temi de La capanna dello zio Tom nel legame che si stabilisce tra la ragazzina afroamerica e la sua amichetta bianca, ma si distingue per il suo sofisticato trattamento del pregiudizio razziale in un contesto ora post-schiavista.
Interprete principale della pellicola è la piccola Ernestine Jones, che diventa così la prima bambina afroamericana cui sia stato affidato un ruolo di protagonista nel cinema di Hollywood. Assieme a lei è un'attrice di esperienza come Margaret Whistler nel ruolo della maestra e un gruppo che comprende alcuni tra i migliori attori bambini del tempo: Nora Dempsey, Clara Horton, Irma Sorter e Ben Suslow.

## Trama
"Little Lindy" è l'unica bambina afroamericana in una classe di studenti bianchi. Lindy, che solo nella piccola Nora Damsey ha una sincera amica, è emarginata dagli altri studenti per il colore della sua pelle e al tempo stesso invidiata per la sua bella voce. La bambina è sottoposta ad ogni umiliazione: in una scena uno studente bianco cerca di "lavare" il nero dalla faccia di Lindy nella fontana come se fosse sporca. Ogni pregiudizio però viene a cadere quando Lindy con la sua voce tonante salva i suoi compagni avvertendoli dello scoppio di un incendio a scuola. L'insegnante (Margaret Whistler) salva quindi Lindy, che era rimasta intrappolata nell'edificio in fiamme.

## Produzione
Il film fu prodotto negli Stati Uniti dalla Powers Picture Plays.

## Distribuzione
Distribuito dalla Universal Film Manufacturing Company, il film uscì nelle sale cinematografiche statunitensi il 15 ottobre 1916.